# Gortyna ifranae
Gortyna ifranae är en fjärilsart som beskrevs av Le Cerf 1933. Gortyna ifranae ingår i släktet Gortyna och familjen nattflyn. Inga underarter finns listade i Catalogue of Life.